# Télendos
Telendos (en griego: Τέλενδος; en italiano: Telendo) es una pequeña isla de Grecia en el archipiélago del Dodecaneso en el Mar Egeo, separada por un brazo de mar de 800 metros al oeste de Kalymnos, de la que es vecina.
Telendos era parte de la isla de Kalymos, pero se separó después de un terremoto en el año 554. 
Telendos está habitada por 94 personas. Hay varias ruinas helenísticas y romanas, así como el conocido Monasterio de San Basilio (Agios Vasilios), dominado por el castillo medieval de Agios Konstantinos.